# Pleurotus cornucopiae
Espèce

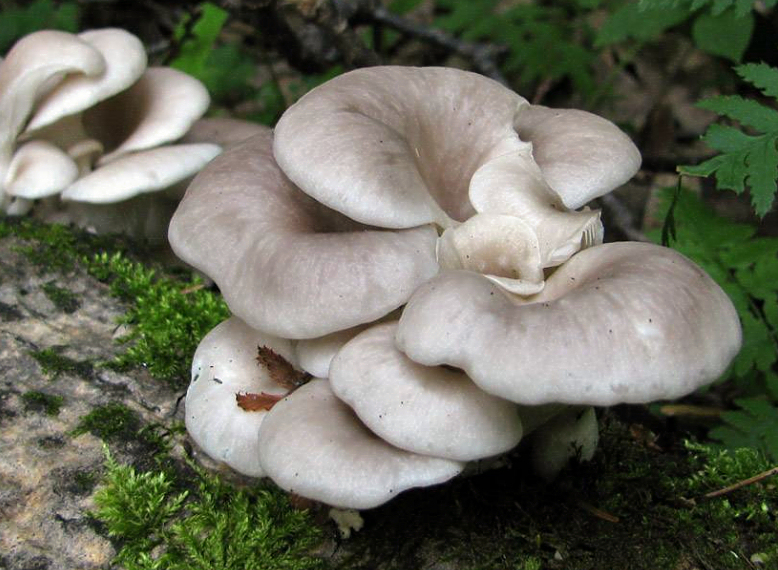
Pleurotus cornucopiae

Pleurotus cornucopiae de son nom vernaculaire, le pleurote cornucopié, en forme de corne d'abondance, est un champignon basidiomycète du genre Pleurotus de la famille des Pleurotacées. Comme Pleurotus ostreatus, il est cultivé.

## Description
Chapeau de 3 à 7 cm, cornucopié, convexe, cette espèce est moins polymorphe que Pleurotus ostreatus.
Cuticule : grise ;
Marge : enroulée.
Lames : blanches, peu serrées, inégales ;
Sporée : blanche.
Stipe ou pied : de 2 à 4 cm, épais, excentré.
Chair : épaisse, ferme, blanche.
Odeur et saveur : odeur faible, saveur douce, très bon comestible à l'état jeune.